# Mały Płock
Mały Płock è un comune rurale polacco del distretto di Kolno, nel voivodato della Podlachia.
Ricopre una superficie di 140,06 km² e nel 2004 contava 5 048 abitanti.